# سیارک ۲۶۶۸۱
سیارک ۲۶۶۸۱ (به انگلیسی: 26681 Niezgay، نامگذاری:2001FQ8)۲۶۶۸۱مین سیارک کشف شده‌است که در ۱۸ مارس ۲۰۰۱ کشف شد.